# 埃里克·克里斯琴森
埃里克·克里斯琴森（1937年9月15日—2016年10月31日）是一位英国历史学家，毕业于查特豪斯公学和牛津大学新学院，专攻中世纪欧洲史，主要作品有《北方骑士团的兴衰：波罗的海征服开拓史》（The Northern Crusades, the Baltic and the Catholic Frontier, 1100-1525）等。